# Proformica similis
Proformica similis är en myrart som beskrevs av Gennady M. Dlussky 1969. Proformica similis ingår i släktet Proformica och familjen myror. Inga underarter finns listade i Catalogue of Life.